# Campeonato de Segunda División 1921 de la AAmF (Argentina)
El Campeonato de Segunda División 1921 fue el vigésimo tercer torneo de Segunda División y el vigésimo segundo campeonato de la tercera categoría. Fue el tercero organizado por la Asociación Amateurs de Football.
Los nuevos participantes fueron: el reafiliado America, que regresó tras su última participación en la temporada 1918; y los afiliados debutantes Centenario Argentino, Charley, Hamilton, Leandro N. Alem, Rañó y Villa Crespo.
El torneo consagró campeón por primera vez en su historia a Villa Crespo, tras vencer a Rañó en la final. Ambos finalistas obtuvieron el ascenso, mientras que otros tres clubes fueron promovidos.
Por su parte, el torneo de la Asociación Argentina fue ganado por Huracán III.

## Ascensos y descensos
| Ascendidos a División Intermedia 1921 |
| ------------------------------------- |
| No hubo                               |

| Descendidos de División Intermedia 1920 |
| --------------------------------------- |
| No hubo                                 |

| Afiliados            |
| -------------------- |
| América              |
| Centenario Argentino |
| Charley              |
| Hamilton             |
| Leandro N. Alem (M)  |
| Rañó                 |
| Villa Crespo         |

| Desafiliados    |
| --------------- |
| Dep. Nacional   |
| Oriente del Sud |

### Incorporaciones
| Incorporados          |
| --------------------- |
| Liberal Argentino III |
| Liberal Argentino IV  |
| Lanús III             |
| Vélez Sarsfield IV    |

| Retirados               |
| ----------------------- |
| Estudiantes III         |
| Estudiantil Porteño III |
| Ferro Carril Oeste III  |
| Racing III              |
| River Plate IV          |
| San Isidro III          |

El número de participantes aumentó a 17.

## Sistema de disputa
Los equipos fueron divididos en tres zonas geograficas, donde se enfrentaron bajo el sistema de todos contra todos a dos ruedas. 

### Ascensos
El ganador de cada zona avanzó a la fase final y obtuvo el ascenso. Los clasificados se enfrentaron a eliminación directa, a partido único, hasta definir a un campeón.

## Equipos participantes
| Equipo                | Ciudad       |
| --------------------- | ------------ |
| América               |              |
| Barracas Central III  | Buenos Aires |
| Centenario Argentino  |              |
| Charley               |              |
| Guttemberg            | La Plata     |
| Hamilton              |              |
| Independiente III     | Avellaneda   |
| Lanús III             | Lanús        |
| Leandro N. Alem       | Morón        |
| Liberal Argentino III | Buenos Aires |
| Liberal Argentino IV  | Buenos Aires |
| Platense III          | Buenos Aires |
| Rañó                  |              |
| River Plate III       | Buenos Aires |
| Vélez Sarsfield III   | Buenos Aires |
| Vélez Sarsfield IV    | Buenos Aires |
| Villa Crespo          | Buenos Aires |

## Zona Norte

### Tabla de posiciones
| Pos | Equipo                | Pts | J | G | E | P |
| --- | --------------------- | --- | - | - | - | - |
| 1.º | Villa Crespo          | 15  | 8 | 7 | 1 | 0 |
| 2.º | Centenario Argentino  | 11  | 8 | 5 | 1 | 2 |
| 3.º | Liberal Argentino IV  | 7   | 8 | 3 | 1 | 4 |
| 4.º | Platense III          | 6   | 8 | 3 | 0 | 5 |
| 5.º | Liberal Argentino III | 1   | 8 | 0 | 1 | 7 |

|  | Clasificado a la fase final. |

## Zona Sur

### Tabla de posiciones
| Pos | Equipo               | Pts | J  | G | E | P  |
| --- | -------------------- | --- | -- | - | - | -- |
| 1.º | América              | 20  | 12 | 9 | 2 |    |
| 2.º | Hamilton             | 18  | 12 | 7 | 4 | 1  |
| 3.º | Charley              | 15  | 12 | 6 | 3 | 3  |
| 4.º | Independiente III    | 15  | 12 | 5 | 5 | 2  |
| 5.º | Lanús III            | 11  | 12 | 4 | 3 | 5  |
| 6.º | Barracas Central III | 4   | 12 | 2 | 0 | 10 |
| 7.º | River Plate III      | 1   | 12 | 0 | 1 | 11 |

|  | Clasificado a la fase final. |

## Zona Oeste

### Tabla de posiciones
| Pos | Equipo              | Pts | J | G | E | P |
| --- | ------------------- | --- | - | - | - | - |
| 1.º | Rañó                | 16  | 8 | 8 | 0 | 0 |
| 2.º | Leandro N. Alem (M) | 12  | 8 | 6 | 0 | 2 |
| 3.º | Vélez Sarsfield III | 5   | 8 | 2 | 1 | 5 |
| 4.º | Guttemberg          | 4   | 8 | 2 | 0 | 6 |
| 5.º | Vélez Sarsfield IV  | 3   | 8 | 1 | 1 | 6 |

|  | Clasificado a la fase final. |

## Fase final

### Cuadro de desarrollo
|  | Semifinales | Semifinales  | Semifinales  |      |  | Final | Final | Final |  |
|  |             |              |              |      |  |       |       |       |  |
|  |             |              |              |      |  |       |       |       |  |
|  | N           | Villa Crespo |              |      |  |       |       |       |  |
|  | N           | Villa Crespo |              |      |  |       |       |       |  |
|  | S           | América      |              |      |  |       |       |       |  |
|  | S           | América      | Villa Crespo |      |  |       |       |       |  |
|  |             |              |              |      |  |       |       |       |  |
|  |             |              | O            | Rañó |  |       |       |       |  |
|  |             |              | O            | Rañó |  |       |       |       |  |
|  |             |              |              |      |  |       |       |       |  |
|  |             |              |              |      |  |       |       |       |  |
|  |             |              |              |      |  |       |       |       |  |
|  |             |              |              |      |  |       |       |       |  |

### Final
|  | Villa Crespo | vs. | Rañó |                           |  |
|  |              |     |      | Árbitro(s): Adolfo Bessio |  |

|                                  |
|                                  |
| Campeón Villa Crespo 1.er título |